# 湯前線
湯前線（日语：／ Yunomae sen */?）是一條連結日本熊本縣人吉市的人吉溫泉站至熊本縣球磨郡湯前町的湯前站，屬於球磨川鐵道的鐵道路線。
舊國鐵特定地方交通線，由九州旅客鐵道（JR九州）湯前線轉換而開業的路線。連結人吉盆地的東西側。

## 路線資料
- 路線距離（營業距離）：24.8公里
- 軌距：1067毫米
- 站數：14個（包括起終點站）
- 複線路段：沒有（全線單線）
- 電氣化路段：沒有（全線非電氣化（日语：非電化））
- 閉塞方式：Tablet閉塞式（人吉溫泉－朝霧間）、Staff閉塞式（朝霧－湯前間）
  - 可交會車站：1個（朝霧）

## 運行形態
國鐵轉換前八代站有列車與肥薩線作直通運轉、像是1993年急行「球磨川」上行1本在湯前線内作為普通列車運轉、現在全線內全為普通列車於線内折返運轉、每小時1本程度運行。另外，轉換後上行末班列車為快速運轉。實施一人運轉的模式，不過，有時列車上也有乘務員。

## 歷史
根據鐵道敷設法，湯前站原本計畫和妻線的杉安站作延伸，但是宮崎縣方面佐土原站～杉安站在1984年廢止。
- 1924年（大正13年）3月30日 - 【開業】湯前線　人吉～湯前 【站新設】肥後西村、一武、免田、多良木、湯前
- 1937年（昭和12年）4月1日 - 【站新設】東人吉
- 1953年（昭和28年）7月15日 - 【站新設】川村、木上
- 1963年（昭和38年）4月5日 - 【站新設】東免田、東多良木
- 1974年（昭和49年）10月1日 - 【貨物營業廢止】多良木～湯前
- 1980年（昭和55年）6月1日 - 【貨物營業廢止】人吉～多良木
- 1987年（昭和62年）2月3日 - 第3次特定地方交通線承認廢止。
- 1987年（昭和62年）4月1日 - 【承繼】九州旅客鐵道
- 1989年（平成元年）2月27日 - 決定轉換為第三部門鉄道。
- 1989年（平成元年）10月1日 - 【轉換】球磨川鐵道 【站名改稱】東人吉→相良藩願成寺 【站新設】おかどめ幸福、公立病院前、新鶴羽
- 2020年（令和2年）7月4日 - 2020年7月日本水災的影響，因此所有的車輛和球磨河第四橋樑等很多的設備流出和淹水，全線成為不通。
- 2021年（令和3年）11月28日 - 肥後西村站和湯前站之間恢復運行，人吉溫泉至肥後西村站有替代巴士運行。(週末、節日、年末年初停運)

## 車站列表
- 所有車站都位於熊本縣。另外，人吉市以外所有町村都屬於球磨郡。
- 所有列車都是各站停車。
- （）內是舊站名。*是轉換以後設置的新站

| 中文站名                | 日文站名 | 英文站名 | 站間 營業 距離 | 累計 營業 距離 | 接續路線                     | 所在地   |
| ----------------------- | -------- | -------- | -------------- | -------------- | ---------------------------- | -------- |
| 人吉溫泉 （人吉）       |          |          | -              | 0.0            | 九州旅客鐵道：肥薩線（人吉） | 人吉市   |
| 相良藩願成寺 （東人吉） |          |          | 1.5            | 1.5            |                              | 人吉市   |
| 川村                    |          |          | 2.9            | 4.4            |                              | 相良村   |
| 肥後西村                |          |          | 1.4            | 5.8            |                              | 錦町     |
| 一武                    |          |          | 3.4            | 9.2            |                              | 錦町     |
| 木上                    |          |          | 2.1            | 11.3           |                              | 錦町     |
| *岡留幸福               |          |          | 1.7            | 13.0           |                              | 朝霧町   |
| 朝霧 （免田）           |          |          | 2.0            | 15.0           |                              | 朝霧町   |
| 東免田                  |          |          | 2.4            | 17.4           |                              | 朝霧町   |
| *公立醫院前             |          |          | 1.1            | 18.5           |                              | 多良木町 |
| 多良木                  |          |          | 1.3            | 19.8           |                              | 多良木町 |
| 東多良木                |          |          | 1.9            | 21.7           |                              | 多良木町 |
| *新鶴羽                 |          |          | 1.6            | 23.3           |                              | 多良木町 |
| 湯前                    |          |          | 1.5            | 24.8           |                              | 湯前町   |

- 為舊車站名，標上*為轉換後新設的車站。
- 14個車站中，行剪票業務的有人站為人吉溫泉站、相良藩願成寺站、朝霧站、多良木站以及湯前站，餘下均為無人站。

## 關連項目
- 日本的鐵道路線一覽